# Irving Fisher
Irving Fisher  (Saugertis, New York, 1867. február 27. – New York, 1947. április 29.) amerikai közgazdász, statisztikus. Az ökonometria egyik vezető képviselője. A Yale Egyetemen végzett, ahol matematikát és közgazdaságtant tanult, majd 1935-ben történt nyugdíjba vonulásáig ott is tanított. A tanítás mellett több vállalatnak volt elnöke vagy igazgatója. Közgazdászként a határhaszon-elmélet és a mennyiségi pénzelmélet híve, az egyik mennyiségi pénzegyenlet megalkotója. Tudományos tevékenysége során a érték- és árelmélettel, a pénz és a tőkekamat elméleti kérdéseivel foglalkozott főként. A statisztika területén végzett kutatásai eredményeként megalkotta a Fisher-index és az indexformulák átfogó rendszerét.

## Közgazdasági nézetei
Fisher a gazdasági válságok okának a pénz vásárlóerejének folytonos változását tartotta. Ezért úgy gondolta, hogy a gazdasági válságok megszüntethetők, ha a pénz stabil, s ezt a célt az árindexek ellenőrzése révén vélte elérni. Azt tartotta, hogy a valuták aranyparitásának megfelelő változtatásával ellensúlyozható az árszínvonal változása. Az így állandósított árszínvonal stabilizálja a pénz vásárlóerejét, ami válságmentes fejlődéshez vezet. Vagyis az aranyparitás állandóságának feláldozásával elérhető a pénz stabilitása és ezáltal elkerülhetők a gazdasági válságok. Látható, hogy Fisher elméletében az árindexek szerepe kulcsfontosságú. Emiatt alkotta meg a róla elnevezett árindex formulát, ami a bázis és a tárgyidőszak áruszerkezetével számított árindexek mértani átlaga. 

#### Az árszínvonal meghatározása
Fisher a mennyiségi pénzegyenletében az eladott és a vásárolt javak összértékét állítja egymással egyenlőségi viszonyba. Az egyenlet egyik oldalán az eladott javak mennyiségének és áraiknak szorzata, míg a vásárolt javak, vagyis a kereslet, a pénz oldalon ugyanezen időszak pénzmennyiségének és a pénz forgási sebességének szorzata áll.  „M” betűvel a pénzt, „V”-vel a forgási sebességet, „T”-vel az eladási aktusok, a tranzakciók mennyiségét és „P”-vel az árszínvonalat jelölve az egyenlet   MV = TP.
Fisher az egyenletből kiindulva azt tartja, hogy a pénzmennyiség változásának normális hatása az általános árszínvonal arányos emelkedése. Azaz az árszínvonal megváltozásának oka a pénzmennyiség változása. Fisher ugyanakkor tisztában volt azzal, hogy a pénzmennyiség változásának más az azonnali és más a későbbi hatása. Azonnali hatásnak tartotta az árszínvonal növekedése miatt a pénz forgási sebességének növekedését és a növekvő árszínvonal miatti termelés-növekedést. A későbbi hatások az új egyensúlyi helyzetben szerinte a forgási sebesség és a termelés visszaesése a korábbi szintre, azaz egy új, magasabb árszint kialakulása a megnövekedett pénzmennyiségnek megfelelően. Ugyanakkor a forgási sebességnek és a termelés volumenének a hatását nem tagadja, de szerinte ezek a pénzmennyiségnek az árszínvonalra gyakorolt hatását „csak” fokozhatják vagy semlegesíthetik. Fisher az árszínvonal meghatározásakor így két egyensúlyi helyzetet, a pénzmennyiség megnövekedése előtti és utáni állapotot veti össze, melynek végkövetkeztetése az, hogy a pénz állandó forgási sebessége és állandó termelési volumen mellett az árszínvonal a pénzmennyiséggel arányosan alakul.

#### Fisher árszínvonalra vonatkozó elméletének kritikája
Fisher egyenlete az összkínálat és az összkereslet egyenlőségét feltételezi és nem ad választ arra a kérdésre, hogy milyen törvényszerűségek szabályozzák az egyenlet két oldalának az egymáshoz való viszonyát. A marxista közgazdászok szerint az összkereslet és az összkínálat viszonyának meghatározása, s azon át az árszínvonal alakulása mögött a társadalmi össztőke újratermelését szabályozó törvényszerűség húzódik. A képlet nem veszi figyelembe, hogy a pénzmennyiség egy része kincsként kicsapódik és ezért nem része az összkeresletnek. Emiatt Keynes élesen bírálta az összpénzmennyiség és az összkereslet azonosítását. Fisher elméletét kritizálta Erich Schneider is, mivel az figyelmen kívül hagyta azt a gazdaságtörténeti tényt, hogy a valóságban a pénzmennyiség azért nő, mert nőtt az összkereslet, mert az újratermelés lebonyolítására több pénzre van szükség. Tehát a Fisher által felállított összefüggés a valóságban éppen fordított. (Természetesen csak akkor, ha eltekintünk az államnak a gazdaság igényeit meghaladó pénzkibocsátásától.) A bírálatok egy része hangsúlyozza, hogy az összkereslet növekedése nem vezet feltétlenül az árszínvonal emelkedéséhez, ha a termelés növelhető a foglalkoztatás szintjének és/vagy a technikai fejlettségnek az emelésével.  Az elméletet kritizálók további érve még, hogy Fisher az árszínvonalat egyszerűen a rendelkezésre álló pénzmennyiség révén kívánja meghatározni, s ezáltal eltekint a polgári közgazdaságtanban általánosan elfogadott nézettől, mely szerint az árszínvonalat a keresleti-kínálati görbék, s azon át az emberek optimalizálási döntései határozzák meg. 

## Főbb művei

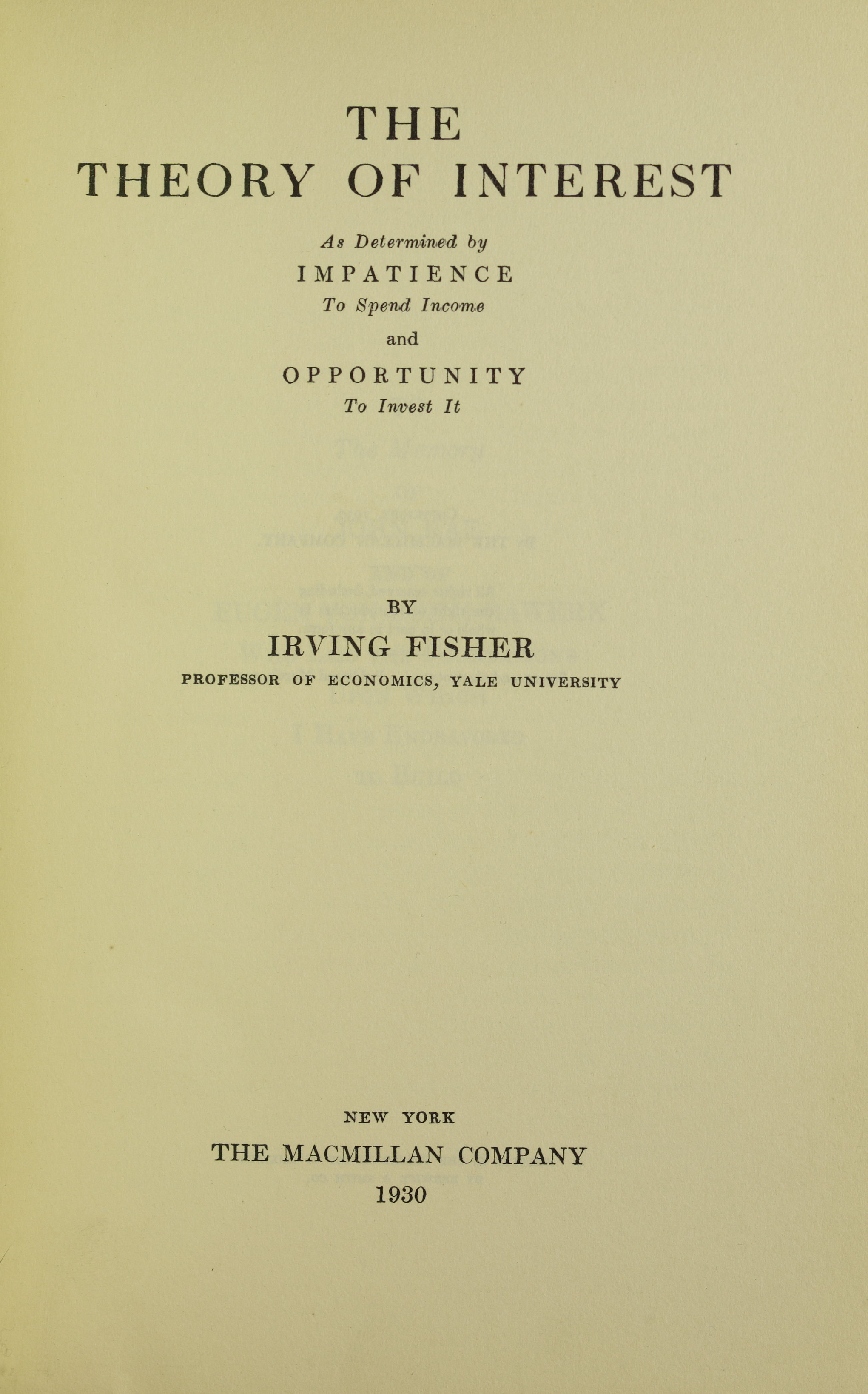
Theory of interest as determined by impatience to spend income and opportunity to invest it, 1930

- The Nature of Capital and Income (1906)
- The Purchasing Power of Money (1911)
- The Making of Index Numbers (1922)
- Theory of Interest (1930)